# Женская сборная Казахстана по регби
Женская сборная Казахстана по регби — национальная спортивная сборная, представляющая Казахстан на соревнованиях по регби среди женщин. Управляется Федерацией регби Казахстана. Шесть раз принимали участие в чемпионатах мира по регби, дебютировав в 1994 году на чемпионате мира в Шотландии. Пятикратные чемпионки Азии.

## История
С 1994 по 2014 годы Казахстан принял участие в шести розыгрышах женского чемпионата мира, высшим достижением стало 9-е место в 1998 году. На континентальном уровне Казахстан выступает в чемпионате Азии, выиграв первенства 2007, 2008, 2012, 2013 и 2014 года.
Пятый титул чемпионок Азии казашки завоевали в Гонконге в 2014 году. В том же году они выступили на чемпионате мира во Франции, но до 2019 года провели всего 4 международные встречи. В 2019 году они победили команду Китая в I дивизионе чемпионата Азии и вышли в высший дивизион чемпионата Азии, однако розыгрыш был дважды перенесён из-за пандемии COVID-19, прежде чем его окончательно отменили: их соперником должна была стать команда Гонконга, которая снялась с соревнований из-за COVID-19. Они вышли в финальный этап отбора на ЧМ-2021, но проиграли там Колумбии 10:18.

## Тренеры
- Анна Яковлева[8] (до 15 июня 2023)[9]
- Махаббат Тугамбекова (с 15 июня 2023)[9]

## Достижения

### Чемпионаты мира
| Год   | Этап                   | Итоговое место         | Игры                   | Победы                 | Ничьи                  | Поражения              | Набрано очков          | Пропущено очков        |
| ----- | ---------------------- | ---------------------- | ---------------------- | ---------------------- | ---------------------- | ---------------------- | ---------------------- | ---------------------- |
| 1991  | Не участвовали         | Не участвовали         | Не участвовали         | Не участвовали         | Не участвовали         | Не участвовали         | Не участвовали         | Не участвовали         |
| 1994  | Финал тарелки          | 9-е место              | 5                      | 3                      | 0                      | 2                      | 91                     | 69                     |
| 1998  | Финал чаши             | 9-е место              | 5                      | 4                      | 0                      | 1                      | 109                    | 57                     |
| 2002  | Матч за 11-е место     | 11-е место             | 4                      | 2                      | 0                      | 2                      | 72                     | 58                     |
| 2006  | Матч за 11-е место     | 11-е место             | 5                      | 1                      | 0                      | 4                      | 70                     | 114                    |
| 2010  | Матч за 11-е место     | 11-е место             | 5                      | 1                      | 0                      | 4                      | 25                     | 203                    |
| 2014  | Матч за 11-е место     | 12-е место             | 3                      | 0                      | 0                      | 3                      | 22                     | 215                    |
| 2017  | Не участвовали         | Не участвовали         | Не участвовали         | Не участвовали         | Не участвовали         | Не участвовали         | Не участвовали         | Не участвовали         |
| 2021  | Не прошли квалификацию | Не прошли квалификацию | Не прошли квалификацию | Не прошли квалификацию | Не прошли квалификацию | Не прошли квалификацию | Не прошли квалификацию | Не прошли квалификацию |
| Итого | 6/9                    | 9-е место              | 27                     | 11                     | 0                      | 16                     | 389                    | 716                    |

### Статистика личных встреч
| Противник      | Первая игра | Всего игр | Победы | Ничьи | Поражения | Процент побед |
| -------------- | ----------- | --------- | ------ | ----- | --------- | ------------- |
| Англия         | 2000        | 3         | 0      | 0     | 3         | 0%            |
| Германия       | 1993        | 4         | 3      | 0     | 1         | 75%           |
| Гонконг        | 2009        | 6         | 4      | 0     | 2         | 66,66%        |
| Ирландия       | 1998        | 5         | 3      | 0     | 2         | 60%           |
| Испания        | 2006        | 2         | 0      | 0     | 2         | 0%            |
| Италия         | 2001        | 2         | 2      | 0     | 0         | 100%          |
| Канада         | 1994        | 2         | 0      | 0     | 2         | 0%            |
| Китай          | 2007        | 4         | 3      | 0     | 1         | 75%           |
| Колумбия       | 2022        | 1         | 0      | 0     | 1         | 0%            |
| Нидерланды     | 1999        | 2         | 2      | 0     | 0         | 100%          |
| Новая Зеландия | 2014        | 1         | 0      | 0     | 1         | 0%            |
| Россия         | 1994        | 4         | 1      | 0     | 3         | 25%           |
| Самоа          | 2002        | 3         | 0      | 0     | 3         | 0%            |
| Сингапур       | 2013        | 2         | 2      | 0     | 0         | 100%          |
| США            | 2010        | 2         | 0      | 0     | 2         | 0%            |
| Таиланд        | 2005        | 1         | 1      | 0     | 0         | 100%          |
| Узбекистан     | 2008        | 2         | 2      | 0     | 0         | 100%          |
| Уэльс          | 1994        | 5         | 2      | 0     | 3         | 40%           |
| Франция        | 1998        | 3         | 0      | 0     | 3         | 0%            |
| Швеция         | 1994        | 4         | 3      | 0     | 1         | 75%           |
| Шотландия      | 2006        | 1         | 0      | 0     | 1         | 0%            |
| ЮАР            | 2006        | 4         | 1      | 0     | 3         | 25%           |
| Япония         | 2005        | 9         | 7      | 0     | 2         | 77,77%        |
| Итого          | Итого       | 72        | 36     | 0     | 36        | 50%           |

## Текущий состав
| Участницы финального раунда отборочного турнира к чемпионату мира 2021 года | Участницы финального раунда отборочного турнира к чемпионату мира 2021 года |
| --- | --- |
| - Вероника Степанюга - Нигора Нурматова - Алина Аскерова - Дайана Казибекова - Галина Красавина - Екатерина Каменкова - Кундызай Бактыбаева - Анжелика Пичугина - Акжаркынай Жолдасбаева - Балжан Койшыбаева - Дарья Ткачёва - Людмила Шерер - Карина Сазонтова - Наталья Камендровская - Лилия Кибишева - Адина Максутова | - Молдир Асхат - Ксения Ким - Алёна Дробовская - Милана Алаева - Светлана Малежина - Балжан Акбаева - Дарья Симакова - Анастасия Ходус - Екатерина Ардаширова - Анна Мельникова - Амина Тулегенова - Диана Абишева - Елена Юрова - Светлана Обухова Тренер: Анна Яковлева |